# Лаврова Балка
Лавро́ва Ба́лка — посёлок в Шолоховском районе Ростовской области России.
Входит в состав Кружилинского сельского поселения.

## География
Расстояние до районного центра с учётом доступа транспортом — 41 км.

## История
В 1987 году указом Президиума Верховного Совета РСФСР Посёлку второго отделения совхоза «Кружилинский» присвоено наименование Лаврова Балка.

## Население
| 2010 |
| ---- |
| 9    |

## Улицы
На хуторе имеется одна улица — Мира.